# الاتحاد للتجديد والديمقراطية
الاتحاد للتجديد والديمقراطية (بالفرنسية: Union pour le renouveau et la démocratie)‏ هو حزب سياسي في تشاد. رئيسه الحالي هو ساندي نجاريمبي، وكان أول رئيس للحزب وادل عبد القادر كاموجي.
تأسس الحزب على يد كاموجي، في مارس 1992 وتم تقنينه في مايو 1992. في الانتخابات الرئاسية لعام 1996، حصل كاموجي، كمرشح عن الحزب، على المركز الثاني في الجولة الأولى في 2 يونيو بحصوله على 12.39٪ من الأصوات. في الجولة الثانية، التي عقدت في 3 يوليو، خسر أمام الرئيس إدريس ديبي، حيث حصل على 30.91% من الأصوات مقارنة بـ 69.09% لديبي.
في الانتخابات الرئاسية في 20 مايو 2001، فاز كاموجي بنسبة 6.0% من الأصوات، وفي الانتخابات البرلمانية التي أجريت في 21 أبريل 2002، حصل الحزب وفقا للاتحاد البرلماني الدولي على 3 مقاعد من أصل 155 مقعدًا.
اعتبارًا من عام 2008، أصبح الحزب عضوًا في تحالف المعارضة لتنسيق الأحزاب السياسية للدفاع عن الدستور.
بعد وفاة كاموجي في عام 2011 أثناء حملته الانتخابية، تولى ساندي نجاريمبي منصب زعيم الحزب.